# علی نیک رفتار
علی نیک رفتار (زاده ۱۳۳۸) در اهواز عکاس سینما و تلویزیون اهل ایران است، او فارغ‌التحصیل از پردیس هنرهای زیبای دانشگاه تهران در سال ۱۳۶۹ با رتبه ممتاز در مقطع کارشناسی رشته عکاسی است. وی عکاسی بیش از ۱۰۰ فیلم سینمایی و مجموعه تلویزیونی را در کارنامه خود دارد.

## عکاسی در سینما
- آبادان یازده ۶۰
- ایده اصلی
- معکوس
- ناگهان درخت
- داش‌آکل
- سرو زیر آب
- عشق و آتش
- آباجان
- ملی و راه‌های نرفته‌اش
- برادرم خسرو
- آتش‌بس ۲
- تگرگ و آفتاب
- حکایت عاشقی
- گاو زخمی
- امروز (فیلم ۱۳۹۲)
- بیگانه (فیلم ۱۳۹۲)
- پنج تا پنج (۱۳۹۲)
- آسمان زرد کم عمق
- حوض نقاشی
- فرزند چهارم
- بی خداحافظی
- کلاه‌قرمزی و بچه‌ننه
- من همسرش هستم
- اینجا بدون من
- پرتقال خونی
- راه آبی ابریشم
- قصه پریا
- گزارش یک جشن
- عروسک
- کیفر
- یه حبه قند
- زادبوم
- سایه وحشت
- بی‌پولی
- تلافی (فیلم ۱۳۸۶)
- خواب زمستانی
- در شهر خبری نیست، هست
- صد سال به این سال‌ها (فیلم)
- کنعان (فیلم)
- دست‌های خالی
- عاشق (فیلم ۱۳۸۵)
- محاکمه (فیلم ۱۳۸۵)
- هر چی تو بخوای
- آتش‌بس
- ابراهیم خلیل‌الله
- صحنه جرم، ورود ممنوع!
- زن زیادی (فیلم)
- طبل بزرگ زیر پای چپ
- کافه ستاره
- مجردها
- سربازهای جمعه
- شکلات (فیلم ۱۳۸۲)
- هم نفس
- توکیو بدون توقف
- دیوانه‌ای از قفس پرید
- واکنش پنجم
- بی تو تنهایم
- دختر شیرینی فروش
- ساقی (فیلم ۱۳۸۰)
- نگین (فیلم)
- آبی (فیلم ۱۳۷۹)
- پارتی (فیلم ۱۳۷۹)
- بوی کافور، عطر یاس
- سهراب (فیلم)
- شراره (فیلم ۱۳۷۸)
- سیاوش (فیلم)
- طوطیا
- جهان پهلوان تختی
- قاعده بازی (۱۳۷۶)
- نابخشوده (فیلم ۱۳۷۵)
- طالع سعد
- مادرم گیسو
- در کمال خونسردی
- رؤیای نیمه شب تابستان
- زمین آسمانی
- همسر (فیلم ۱۳۷۲)
- راه و بیراه
- مدرسه پیرمردها
- در مسلخ عشق

## عکاسی مجموعه تلویزیونی
- مجوعه تلویزیونی هفت سنگ کارگردان محمد نواب صفوی
- مجموعه تلویزیونی شب و مه کارگردان احمد بخشی
- مجموعه تلویزیونی تفنگ سر پر کارگردان امرالله احمد جو
- مجموعه تلویزیونی میهمانی از بهشت کارگردان عبدالله باکیده
- مجموعه تلویزیونی دوران سرکشی کارگردان کمال تبریزی
- مجموعه تلویزیونی مهر خاموش کارگردان سیروس مقدم
- مجموعه تلویزیونی مهر و ماه کارگردان فیاض موسوی
- مجموعه تلویزیونی سقوط (مجموعه تلویزیونی) کارگردان سعید اکبریان
- مجموعه تلویزیونی یک مشت پر عقابکارگردان اصغر هاشمی
- مجموعه تلویزیونی کابینه کارگردان محمد رضا ورزی
- مجموعه تلویزیونی گاهی به پشت سر نگاه کن به کارگردانی مازیار میری

## جوایز
- سیمرغ بلورین برای بهترین عکس - اطلاع‌رسانی و تبلیغات
- دریافت تندیس بخش عکس جشن بزرگ سینمای ایران برای عکسهای فیلم دستهای خالی
- کاندید سیمرغ بلورین برای بهترین عکس -جشنواره فیلم فجر

## پیوند
- در ای ام دی بی
- در اینستاگرام